# Канада на зимних Олимпийских играх 1994
Канада принимала участие в зимних Олимпийских играх 1994, и заняла 7-е место в общекомандном зачёте.

## Медалисты
| Медаль  | Спортсмен | Вид спорта         | Дисциплина                           |
| ------- | --- | ------------------ | ------------------------------------ |
| Золото  | Мариам Бедар | Биатлон            | Женщины, индивидуальная гонка, 15 км |
| Золото  | Мариам Бедар | Биатлон            | Женщины, спринт, 7,5 км              |
| Золото  | Жан-Люк Брассар | Фристайл           | Мужчины, могул                       |
| Серебро | Элвис Стойко | Фигурное катание   | Мужчины                              |
| Серебро | Филипп Лярош | Фристайл           | Мужчины, акробатика                  |
| Серебро | Кори Хирш Адриан Окойн Дерек Мейер Брэд Веренка Кен Ловзин Марк Эстли Дэвид Харлок Крис Терьен Брэд Шлегел Тодд Глушко Фабиан Джозеф Пол Кария Дуэйн Норрис Грег Джонсон Брайан Севэдж Уолли Шрайбер Тодд Уорринер Грег Паркс Жан-Ив Руа Крис Контос Петр Недвед | Хоккей             | Мужчины                              |
| Серебро | Натали Ламберт | Шорт-трек          | Женщины, 1000 м                      |
| Серебро | Кристин Будриа Изабель Шаре Сильви Дэгль Натали Ламберт | Шорт-трек          | Женщины, эстафета 3000 м             |
| Серебро | Сьюзан Ош | Конькобежный спорт | Женщины, 500 м                       |
| Бронза  | Эд Подивински | Горнолыжный спорт  | Мужчины, скоростной спуск            |
| Бронза  | Изабель Брассёр Ллойд Айслер | Фигурное катание   | Спортивные пары                      |
| Бронза  | Ллойд Ланглуа | Фристайл           | Мужчины, акробатика                  |
| Бронза  | Марк Ганьон | Шорт-трек          | Мужчины, 1000 м                      |